# Ismail Kouchame
Ismail Kouchame (Casablanca, 9 giugno 1984) è un calciatore marocchino, centrocampista del Raja Casablanca.

## Carriera
Ha giocato nella massima serie del campionato marocchino con Olympique Khouribga e Raja Casablanca; con quest'ultima ha preso parte alla Coppa del mondo per club FIFA 2013.

## Palmarès

### Competizioni nazionali
- Campionato marocchino di calcio: 1

Raja Casablanca: 2012-2013